# فستنال
فستنال (انگلیسی: Fastenal) شرکت عمده‌فروشی آمریکایی است، که در سال ۱۹۶۷ تأسیس شد.